# Eurodryas pyrenesdebilis
Eurodryas pyrenesdebilis är en fjärilsart som beskrevs av Ruggero Verity 1928. Eurodryas pyrenesdebilis ingår i släktet Eurodryas och familjen praktfjärilar. Inga underarter finns listade i Catalogue of Life.